# Circulation d'un champ vectoriel
Pour les articles homonymes, voir Circulation et Champ vectoriel.
La circulation d'un champ vectoriel {\displaystyle {\vec {v}}({\vec {r}})} du point {\displaystyle \mathrm {A} } au point {\displaystyle \mathrm {B} } le long d'une courbe {\displaystyle {\mathcal {C}}} est un scalaire défini comme l'intégrale curviligne :
{\displaystyle C=\int _{\mathrm {A} }^{\mathrm {B} }{\vec {v}}({\vec {r}})\cdot \mathrm {d} {\vec {r}}}
où :
{\displaystyle {\vec {r}}} est le vecteur position d'un point quelconque P de la trajectoire ({\displaystyle {\vec {r}}={\overrightarrow {\mathrm {OP} }}} où O est l'origine du repère),
et {\displaystyle \mathrm {d} {\vec {r}}} le déplacement élémentaire le long de {\displaystyle {\mathcal {C}}}.

## Propriétés

### Circulation le long d'une courbe fermée
La circulation d'un champ vectoriel le long d'une courbe {\displaystyle {\mathcal {C}}} fermée ({\displaystyle \mathrm {A} } et {\displaystyle \mathrm {B} } sont confondus) est égale au flux de son rotationnel à travers une surface {\displaystyle {\mathcal {S}}} s'appuyant sur la courbe (le résultat ne dépend pas de la surface choisie, du moment qu'elle est délimitée par la courbe {\displaystyle {\mathcal {C}}}) :
{\displaystyle \oint _{\mathcal {C}}{\vec {v}}({\vec {r}})\cdot \mathrm {d} {\vec {r}}=\iint _{\mathcal {S}}{\overrightarrow {\operatorname {rot} }}[{\vec {v}}({\vec {r}})]\cdot \mathrm {d} {\vec {S}}}

### Circulation d'un gradient
Quand le champ {\displaystyle {\vec {v}}({\vec {r}})} est irrotationnel ({\displaystyle {\overrightarrow {\operatorname {rot} }}[{\vec {v}}({\vec {r}})]={\vec {0}}}), il peut être écrit comme le gradient d'un champ scalaire {\displaystyle p({\vec {r}})} : {\displaystyle {\vec {v}}={\overrightarrow {\operatorname {grad} }}\,p}. Alors sa circulation de {\displaystyle \mathrm {A} } à {\displaystyle \mathrm {B} } est égale à la variation du champ scalaire de {\displaystyle \mathrm {A} } à {\displaystyle \mathrm {B} } :
{\displaystyle \int _{\mathrm {A} }^{\mathrm {B} }{\overrightarrow {\operatorname {grad} }}[p({\vec {r}})]\cdot \mathrm {d} {\vec {r}}=p(\mathrm {B} )-p(\mathrm {A} )}
Dans ce cas la circulation dépend donc seulement des points {\displaystyle \mathrm {A} } et {\displaystyle \mathrm {B} }, elle ne dépend pas de la courbe {\displaystyle {\mathcal {C}}} choisie pour les relier.

## Exemples en physique

### Travail d'une force
Le travail {\displaystyle W_{\overset {\frown }{AB}}} d'une force {\displaystyle {\vec {F}}} appliquée à un point matériel {\displaystyle \mathrm {P} } quand il se déplace d'un point {\displaystyle \mathrm {A} } à un point {\displaystyle \mathrm {B} } est égal à la circulation de {\displaystyle {\vec {F}}} le long de la trajectoire {\displaystyle {\mathcal {C}}} menant {\displaystyle \mathrm {P} } de {\displaystyle \mathrm {A} } à {\displaystyle \mathrm {B} }:
{\displaystyle W_{\overset {\frown }{AB}}=\int _{\mathrm {A} }^{\mathrm {B} }{\vec {F}}({\vec {r}})\cdot \mathrm {d} {\vec {r}}}
Remarques :
- une force appliquée à un point matériel n'est pas nécessairement un champ vectoriel (elle n'est pas nécessairement définie en tout point de l'espace), mais la définition du travail reste valable du moment que la force est définie en tout point de la trajectoire ;
- la définition du travail s'applique aussi à une force appliquée à un solide en un point précis {\displaystyle \mathrm {P} } de ce dernier ;
  - dans certains cas il est important d'écrire {\displaystyle \mathrm {d} {\vec {r}}={\vec {V}}_{\mathrm {P} }\,\mathrm {d} t} où {\displaystyle {\vec {V}}_{\mathrm {P} }} est la vitesse du point {\displaystyle \mathrm {P} } et {\displaystyle t} le temps, notamment quand {\displaystyle \mathrm {P} } est un point de contact du solide avec un autre solide. Par exemple, le travail d'une force de frottement est nul dans le cas d'un roulement sans glissement ({\displaystyle {\vec {V}}_{\mathrm {P} }={\vec {0}}}) ;
- la définition du travail s'applique aussi à une force appliquée uniformément aux points matériels d'un solide (force par unité de masse constante). Dans ce cas la trajectoire {\displaystyle {\mathcal {C}}} est celle du centre de gravité du solide ; c'est notamment le cas du travail du poids du solide.

### Circulation du champ électrique
Le champ électrique {\displaystyle {\vec {E}}({\vec {r}})} étant irrotationnel ({\displaystyle {\overrightarrow {\operatorname {rot} }}({\vec {E}})={\vec {0}}}), on peut l'écrire comme le gradient d'un champ scalaire {\displaystyle p({\vec {r}})} : {\displaystyle {\vec {E}}={\overrightarrow {\operatorname {grad} }}\,p}. Par convention (d'origine historique), on définit le potentiel électrique comme {\displaystyle V({\vec {r}})=-p({\vec {r}})}, donc {\displaystyle {\vec {E}}=-{\overrightarrow {\operatorname {grad} }}\,V}. Le théorème du gradient s'écrit alors :
{\displaystyle \int _{\mathrm {A} }^{\mathrm {B} }{\vec {E}}({\vec {r}})\cdot \mathrm {d} {\vec {r}}=V(\mathrm {A} )-V(\mathrm {B} )}
Ce résultat est dénommé « différence de potentiel » ou « tension » entre {\displaystyle \mathrm {A} } et {\displaystyle \mathrm {B} }.

### Circulation du potentiel vecteur le long d'une courbe fermée
Le champ magnétique {\displaystyle {\vec {B}}({\vec {r}})} étant de divergence nulle ({\displaystyle \operatorname {div} {\vec {B}}=0}), on peut l'écrire comme le rotationnel d'un champ vectoriel {\displaystyle {\vec {A}}({\vec {r}})}, appelé potentiel vecteur : {\displaystyle {\vec {B}}={\overrightarrow {\operatorname {rot} }}({\vec {A}})}. Le théorème de Stokes s'écrit alors :
{\displaystyle \oint _{\mathcal {C}}{\vec {A}}({\vec {r}})\cdot \mathrm {d} {\vec {r}}=\iint _{\mathcal {S}}{\vec {B}}({\vec {r}})\cdot \mathrm {d} {\vec {S}}}
Ce résultat est appelé « flux magnétique » à travers la surface {\displaystyle {\mathcal {S}}}.

### Théorème de Kelvin
Le théorème de Kelvin établit que, dans un fluide barotrope (un fluide dans lequel les surfaces d'égale pression se confondent avec celles d'égale densité), la circulation du vecteur vitesse {\displaystyle {\vec {v}}} le long d'un contour {\displaystyle {\mathcal {C}}} fermé est nulle :
{\displaystyle \oint _{\mathcal {C}}{\vec {v}}({\vec {r}})\cdot \mathrm {d} {\vec {r}}=0}